# 月夜のカヌー
『月夜のカヌー』（つきよのカヌー）は、2003年3月26日に吉田拓郎がリリースしたオリジナル・アルバムである。発売元はインペリアルレコード（テイチクエンタテインメント）。

## 解説
前作『こんにちわ』から2年ぶりのオリジナルアルバムで、スタジオ・ライブに近いほぼ一発録りという形でレコーディングが行われた。
岡本おさみとの作品が中心になっており、岡本との最後の共作アルバムとなった。

## 収録曲
- 全作詞：岡本おさみ（特記以外）、作曲・編曲：吉田拓郎

1. 花の店
2. 少女よ、眠れ
3. 聖なる場所に祝福を
  - 「吉田拓郎 & かぐや姫 Concert in つま恋 2006」ではアンコールで歌われた。
4. 流星2003
作詞：吉田拓郎
  - NHK総合『難問解決!ご近所の底力』エンディングテーマ
5. 星降る夜の旅人は
  - テレビ東京系『田舎に泊まろう!』エンディングテーマ
6. 月夜のカヌー
7. 春よ、こい
8. 白いレースの日傘
9. ときめく時は
10. 人間の「い」
作詞：吉田拓郎

## 参加ミュージシャン
- Guitar & Harp：吉田拓郎
- Guitar：徳武弘文・稲葉政裕
- Bass：美久月千晴
- Keyboards：中西康晴
- Drums：島村英二